# Украинское ботаническое общество
Украи́нское ботани́ческое о́бщество (УБО) (укр. Українське ботанічне товариство (УБТ)) — добровольное научное общество ботаников Украины. Основано в 1919 году в Киеве, как ботаническая подсекция естественно-технической секции Украинского научного общества, в 1921—1925 гг. — ботаническая секция Украинской академии наук (УАН). С 19 марта 1925 года — современное название.
Первый устав общества был принят в 1925. На V съезде (1972) принят новый устав общества. Действующий устав принят на IX съезде ботанического общества (1992) с дополнениями и изменениями, внесёнными на XI съезде (2001).
В 1921—1929 гг. УБО издавало «Украинский ботанический журнал» (вышло 5 т.), а с 1959 г. — «Ежегодник Украинского ботанического общества», «Достижения ботанической науки на Украине», научные сборники, труды текущих секций съездов, которые проходят раз в 5 лет в разных городах Украины, где есть крупные ячейкии УБО. Первый съезд Украинского общества состоялся 21-23 марта 1957 г. в Киеве, в дальнейшем съезды проходили в городах Ужгород, Донецк, Ялта, Днепропетровск, Ивано-Франковск, Полтава, Харьков (2001), Одесса (15-18 мая 2006). Последний, XIII съезд УБО состоялся 19—23 сентября 2011 года во Львове.
Первым председателем общества был академик АН УССР А. В. Фомин (1925—1935), впоследствии его возглавляли академик АН УССР Д. К. Зеров (1957—1972), академик НАН Украины К. М. Сытник (1972—2011), член-корреспондент НАН Украины С. Л. Мосякин (с 2011).
В состав УБО входят 26 региональных отделений и центральное (Киевское) с его девятью секциями: флоры и растительности; альгологии; микологии и фитопатологии; цитологии, эмбриологии и анатомии растений; интродукции растений; экологии и охраны растительности; ботаников вузов. Членами общества являются более 800 учёных.
Общество проводит научно-исследовательскую работу, организует научные конференции., дискуссии, обсуждения методологических вопросов ботаники, результатов экспедиционных исследований, изучает проблемы истории ботаники.